# Fußballspiel FC Barcelona – Paris Saint-Germain am 8. März 2017
Das Fußballspiel FC Barcelona – Paris Saint-Germain war das Achtelfinal-Rückspiel der beiden Vereine in der UEFA-Champions-League-Saison 2016/17. Es fand am 8. März 2017 im Camp Nou in Barcelona statt. Der FC Barcelona gewann das Spiel mit 6:1 und war damit das erste Team in der UEFA Champions League, das nach einem Vier-Tore-Rückstand aus dem Hinspiel in die nächste Runde einzog. Das Spiel wird vor allem wegen der Aufholjagd in den letzten Minuten auch als Wunder vom Camp Nou, Wunder von Barcelona oder auch als La Remontada (span. Die Aufholjagd) bezeichnet.

## Vorgeschichte
Das Hinspiel fand am 14. Februar im Parc des Princes statt. Mit Toren von Angel Di María, Julian Draxler und Edinson Cavani gewann Paris mit 4:0. Um das Viertelfinale noch zu erreichen, musste der FC Barcelona im Rückspiel einen Rückstand von vier Toren aufholen, unter Beachtung noch der damals gültigen Auswärtstorregel.

## Spielbericht

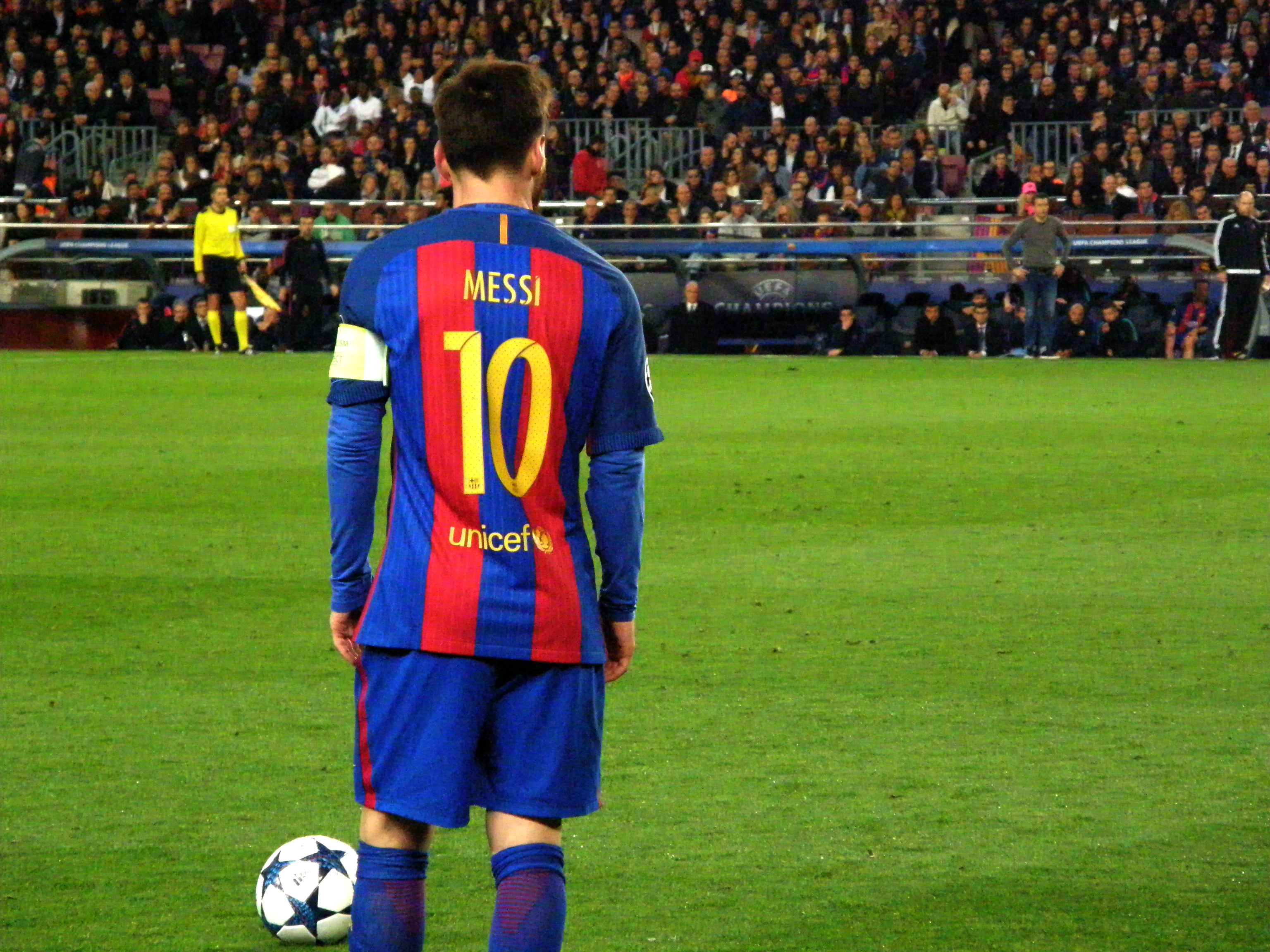
Lionel Messi vor der Ausführung eines Freistoßes

Luis Suárez erzielte in der dritten Minute den Führungstreffer per Kopfball zum 1:0 für die Spanier; nachdem die PSG-Spieler den Ball noch aus dem Tor geklärt hatten, wurde mithilfe der Torlinientechnik das Tor für regulär erklärt. Nach mehreren vergebenen Torchancen des FC Barcelona unterlief PSG-Abwehrspieler Layvin Kurzawa in der 40. Minute ein Eigentor zum 2:0, nachdem er einen missglückten Pass von Andrés Iniesta zu klären versuchte.
Die zweite Halbzeit begann mit einem Elfmeter für Barça in der 50. Minute; der stolpernde Thomas Meunier fiel im Strafraum in den Laufweg von Neymar. Den Elfmeter verwandelte Lionel Messi mit einem Linksschuss zum 3:0. In Folge erzielte jedoch PSG den Treffer zum 3:1 in der 62. Minute, als Edinson Cavani nach einer Kopfballvorlage von Kurzawa mit einem Rechtsschuss unter die Latte traf. Wegen der Auswärtstorregel benötigte Barcelona nach diesem Treffer einen Sieg mit fünf Toren Vorsprung, um das Weiterkommen zu sichern. Drei Minuten vor dem Ende der offiziellen Spielzeit stand es allerdings nur 3:1, sodass dem FC Barcelona noch drei Tore zum Erreichen des Viertelfinales fehlten.
In der 88. Minute traf Neymar mit einem Freistoß zum 4:1. In der 90. Minute wurde Suárez von Marquinhos im Strafraum gefoult, Neymar verwandelte den folgenden Strafstoß zum 5:1 und erzielte seinen zweiten Treffer an jenem Abend. Daraufhin folgte eine fünfminütige Nachspielzeit. In der 95. Minute erzielte schließlich Sergi Roberto nach einer Vorlage von Neymar das entscheidende 6:1.

## Bedeutung
Der FC Barcelona ist die erste Mannschaft, die in der UEFA Champions League einen Vier-Tore-Rückstand aus dem Hinspiel aufgeholt hat.
Insgesamt war der FC Barcelona die vierte Mannschaft im Europapokal, der dies gelang. Bis dahin waren dies der Leixões SC, der in der ersten Runde des Europapokals der Pokalsieger 1961/62 nach einer 2:6-Niederlage beim FC La Chaux-de-Fonds das Rückspiel mit 5:0 gewann, der FK Partizan Belgrad, der in der 2. Runde des UEFA-Pokals 1984/85 einer 2:6-Niederlage bei den Queens Park Rangers einen 4:0-Heimsieg folgen ließ, und Real Madrid, das im Achtelfinale des UEFA-Pokal 1985/86 bei Borussia Mönchengladbach 1:5 unterlag, aber nach einem 4:0-Sieg im Rückspiel durch die Auswärtstorregel ins Viertelfinale einzog. Beim Wunder von der Grotenburg lag Bayer Uerdingen im Europapokal der Pokalsieger 1985/86 nach 0:2-Hinspielniederlage gegen Dynamo Dresden im Viertelfinalrückspiel zur Halbzeitpause mit 1:3, also insgesamt ebenfalls mit vier Toren Unterschied, zurück und zog letztlich durch einen 7:3-Sieg doch noch ins Halbfinale ein.
Zudem erreichte der FC Barcelona als erste Mannschaft zum zehnten Mal in Folge das Viertelfinale, schied dort dann aber gegen Juventus Turin ohne jedes eigene Tor in beiden Spielen (0:3 und 0:0) aus.

## Nachwirkungen und Reaktionen aus der Presse
Unter anderem aufgrund des Spiels nahm Paris Saint-Germain im folgenden Sommer Neymar und Kylian Mbappé für insgesamt 402 Millionen Euro unter Vertrag.
Der Tagesspiegel bezeichnete das Rückspiel als „eine der größten Aufholjagden der Fußball-Geschichte“. Ähnlich äußerte sich auch die spanische Presse und sprach von einem Wunder, darunter die katalanische Tageszeitung La Vanguardia.
Die französische Presse kommentierte das Ergebnis als „Schiffbruch“ (L’Équipe). Die Tageszeitung Le Parisien schrieb, dass Paris Saint-Germain an diesem Abend „Geschichte auf seine Kosten geschrieben“ habe.

## Kritik am Schiedsrichter
Der Schiedsrichter Deniz Aytekin wurde international teilweise kritisiert, unter anderen der umstrittene Elfmeter zum zwischenzeitlichen 5:1 (90.+1.). Barcelonas Mittelstürmer Luis Suárez war im Laufduell mit PSG-Verteidiger Marquinhos nach einer leichten Berührung an der Schulter zu Boden gegangen.

## Spieldaten
| FC Barcelona                                            | FC Barcelona | Paris Saint-Germain | Paris Saint-Germain |
| ------------------------------------------------------- | --- | --- | ------------------- |
| FC Barcelona                                            | \| 8. März 2017 um 20:45 Uhr (MEZ) in Barcelona (Camp Nou) \| \| Ergebnis: 6:1 (2:0), \| \| Zuschauer: 96.290[12] \| \| Schiedsrichter: Deniz Aytekin ( Deutschland) \| \| Spielbericht \|                                                           | \| 8. März 2017 um 20:45 Uhr (MEZ) in Barcelona (Camp Nou) \| \| Ergebnis: 6:1 (2:0), \| \| Zuschauer: 96.290[12] \| \| Schiedsrichter: Deniz Aytekin ( Deutschland) \| \| Spielbericht \|                                                                                   | Paris Saint-Germain |
| FC Barcelona                                            | Marc-André ter Stegen – Samuel Umtiti, Gerard Piqué, Javier Mascherano – Sergio Busquets, Andrés Iniesta (65. Arda Turan), Ivan Rakitić (84. André Gomes), Lionel Messi – Neymar, Luis Suárez, Rafinha (76. Sergi Roberto) Cheftrainer: Luis Enrique | Kevin Trapp – Layvin Kurzawa, Thiago Silva , Marquinhos, Thomas Meunier (90+3. Grzegorz Krychowiak) – Julian Draxler (75. Serge Aurier), Blaise Matuidi, Marco Verratti, Adrien Rabiot, Lucas Moura (55. Ángel Di María) – Edinson Cavani Cheftrainer: Unai Emery ( Spanien) | Paris Saint-Germain |
| FC Barcelona                                            | 1:0 Luis Suárez (3.) 2:0 Layvin Kurzawa (40., Eigentor) 3:0 Lionel Messi (50., Elfmeter) 4:1 Neymar (88.) 5:1 Neymar (90.+1', Elfmeter) 6:1 Sergi Roberto (90.+5')                                                                                   | 3:1 Edinson Cavani (62.) | Paris Saint-Germain |
| FC Barcelona                                            | Gerard Piqué (23.), Sergio Busquets (36.), Ivan Rakitić (61.), Neymar (64.), Luis Suárez (67.) | Blaise Matuidi (5.), Julian Draxler (14.), Edinson Cavani (42.), Marquinhos (90.), Marco Verratti (90.+4') | Paris Saint-Germain |
| 8. März 2017 um 20:45 Uhr (MEZ) in Barcelona (Camp Nou) | | |                     |
| Ergebnis: 6:1 (2:0),                                    | | |                     |
| Zuschauer: 96.290                                       | | |                     |
| Schiedsrichter: Deniz Aytekin ( Deutschland)            | | |                     |
| Spielbericht                                            | | |                     |